# The Elopement on Double L Ranch
The Elopement on Double L Ranch  (o The Elopements on Double L Ranch) è un cortometraggio muto del 1911 diretto da Allan Dwan

## Produzione
Il film fu prodotto dalla Flying A (American Film Manufacturing Company).

## Distribuzione
Distribuito dalla Motion Picture Distributors and Sales Company, il film - un cortometraggio lungo 150 metri - uscì nelle sale cinematografiche USA il 5 giugno 1911. Nelle proiezioni, veniva programmato con il sistema dello split reel, accorpato in un'unica bobina con un altro cortometraggio prodotto dalla Flying A, la commedia The Sage-Brush Phrenologist.